# Werner Grobholz
Werner Grobholz (* 20. April 1942 in München; † 16. Februar 2021) war ein deutscher Violinist.

## Werdegang
Grobholz studierte bei Werner Heutling, Max Strub und Wilhelm Isselmann an der Musikhochschule Detmold sowie in München bei Otto Büchner. Danach wurde er 1. Konzertmeister der Münchner Philharmoniker. Als Solist spielte er unter den Dirigenten Rudolf Kempe und Sergiu Celibidache sowie mit der Academy of St Martin in the Fields. 1979 gründete er das Álvarez-Klavierquartett.

## Diskographische Hinweise
- 5 Violinkonzerte (1979)
- Der Garten der Liebe (1981)
- Oktette mit Baryton (1982)
- Konzertante Sinfonien (1988)
- Musik für Streicher (1995)
- Münchner Komponistinnen aus Klassik und Romantik  (1999)